# Jadir
Jadir Morgenstern (en arabe : جادير مورغنسترن), plus connu sous le nom de Jadir (né le 29 mai 1974 à Guarujá do Sul dans l'état de Santa Catarina au Brésil) est un joueur de football international libanais d'origine brésilienne, qui évoluait au poste de défenseur.

## Biographie

### Carrière en sélection
Jadir Morgenstern joue 11 matchs en équipe du Liban, sans inscrire de but, entre 2000 et 2001.
Il participe avec l'équipe du Liban à la Coupe d'Asie des nations 2000 organisée dans son pays d'adoption. Lors de cette compétition, il joue trois matchs.
Il dispute également cinq matchs rentrant dans le cadre des éliminatoires du mondial 2002.

## Palmarès
| Paranaense - Championnat du Brésil D2 (1) : - Champion : 1995. - Championnat du Paraná (1) : - Champion : 1998. |  | Mixto - Championnat du Mato Grosso do Sul (1) : - Champion : 1996. |  | Al Ansar - Championnat du Liban (1) : - Champion : 2006-07. - Coupe du Liban (3) : - Vainqueur : 2001-02, 2005-06 et 2006-07 - Finaliste : 2000-01. - Supercoupe du Liban (1) : - Finaliste : 2002. |